# 従野孝司
従野 孝司（よりの たかし、1950年10月10日 - ）は、日本の元レーシングドライバー。兵庫県神戸市出身。片山義美の実弟（異父弟のため名字が異なる）。千葉県浦安市在住、2021年9月広島県広島市に移住。

## 略歴・人物
最初は2輪モトクロスからレース活動を開始。実兄である片山義美が主宰した神戸木の実レーシングに所属し、カワサキのワークスライダーとして活躍。神戸木の実には後に4輪でもライバルになる星野一義や歳森康師たちが在籍していた。
1970年鈴鹿シルバーカップレースで4輪レースデビューウィン。当初は兄・片山が経営するレースショップ、片山マツダスポーツコーナーでプライベーターとして活動する。1972年にマツダ・サバンナRX-3で全日本T-2レースでチャンピオンを獲得。1973年から、兄・片山が所属するマツダと契約。1977年富士ロングディスタンスシリーズチャンピオン、1979年デイトナ24時間レースクラス優勝、1983年ル・マン24時間レース部門優勝などマツダのワークスドライバーとして活躍する。
サバンナRX3などのツーリングカー、富士グランチャンピオンレース、グループ5仕様のRX-7、グループCカーによるル・マン24時間など、ロータリーエンジンのマシンで活躍することが多かった。ル・マン24時間レースには通算11回出場した。1992年、バブル崩壊でマツダがレース界でのワークス活動から撤退して以降は表立ったレース参戦が無くなり、1995年の鈴鹿1000kmにクッズマツダDG-3(マツダスピード、チームメイトは寺田陽次郎、フランク・フレオン)で参戦したのを最後に引退した。
マシンの開発能力に優れたレーシングドライバーで、マシン挙動を正確にエンジニアに伝えるとともに、自らのアイディアをマシン開発に反映させていた。特にマシンセッティングを変更した場合は、その変更内容がタイムに確実に反映されるレーシングドライバーであった。

## レース戦績

### 全日本F2選手権
| 年     | チーム           | シャーシ   | 1   | 2   | 3      | 4     | 5   | 6   | 7   | 順位 | ポイント |
| ------ | ---------------- | ---------- | --- | --- | ------ | ----- | --- | --- | --- | ---- | -------- |
| 1979年 | スリーボンド532P | ノバ・532P | SUZ | NIS | SUZ 13 | FSW 8 | SUZ | SUZ | SUZ | 15位 | 3        |

### ル・マン24時間レース
| 年     | チーム                  | コ・ドライバー                                      | 使用車両       | クラス   | 周回 | 総合順位 | クラス順位 |
| ------ | ----------------------- | --------------------------------------------------- | -------------- | -------- | ---- | -------- | ---------- |
| 1982年 | マツダスピード          | 寺田陽次郎 アラン・モファット                       | マツダ・RX-7   | IMSA GTX | 282  | 14位     | 6位        |
| 1983年 | マツダスピード          | 寺田陽次郎 片山義美                                 | マツダ・717C   | C Jr.    | 302  | 12位     | 1位        |
| 1984年 | マツダスピード          | 寺田陽次郎 ピエール・デュドネ                       | マツダ・727C   | C2       | 261  | 20位     | 6位        |
| 1985年 | マツダスピード          | 寺田陽次郎 片山義美                                 | マツダ・737C   | C2       | 264  | 24位     | 6位        |
| 1986年 | マツダスピード          | 寺田陽次郎 片山義美                                 | マツダ・757    | GTP      | 59   | DNF      | DNF        |
| 1987年 | マツダスピード          | 寺田陽次郎 片山義美                                 | マツダ・757    | GTP      | 34   | DNF      | DNF        |
| 1988年 | マツダスピード Co. Ltd. | エルヴェ・ルグー ウィル・ホイ                       | マツダ・767    | GTP      | 305  | 19位     | 2位        |
| 1989年 | マツダスピード Co. Ltd. | エルヴェ・ルグー エリオット・フォーブス・ロビンソン | マツダ・767B   | GTP      | 365  | 9位      | 2位        |
| 1990年 | マツダスピード          | 寺田陽次郎 片山義美                                 | マツダ・767B   | GTP      | 304  | 20位     | 1位        |
| 1991年 | マツダスピード オレカ   | 寺田陽次郎 ピエール・デュドネ                       | マツダ・787B   | C2       | 346  | 8位      | 8位        |
| 1992年 | マツダスピード オレカ   | 寺田陽次郎 マウリツィオ・サンドロサーラ             | マツダ・MXR-01 | C1       | 124  | DNF      | DNF        |

### 全日本ツーリングカー選手権
| 年     | チーム       | コ.ドライバー | 使用車両              | クラス | 1      | 2       | 3       | 4     | 5   | 6   | 順位 | ポイント |
| ------ | ------------ | ------------- | --------------------- | ------ | ------ | ------- | ------- | ----- | --- | --- | ---- | -------- |
| 1990年 | City Life 43 | 長坂尚樹      | フォード・シエラRS500 | JTC-1  | NIS 11 | SUG Ret | SUZ Ret | TSU 4 | SEN | FSW |      |          |